# Simão Barcoquebas
Simão Barcoquebas (em latim: Barchochebas; em hebraico שמעון בר כוכבא, Shime'on bar Kokhba), também grafado como bar Kochba, bar Cochba ou bar Kosba, foi um líder judeu, que comandou a terceira revolta judaica contra o Império Romano, ocorrida de 132 a 135. Essa rebelião ficou conhecida como Revolta de Barcoquebas.

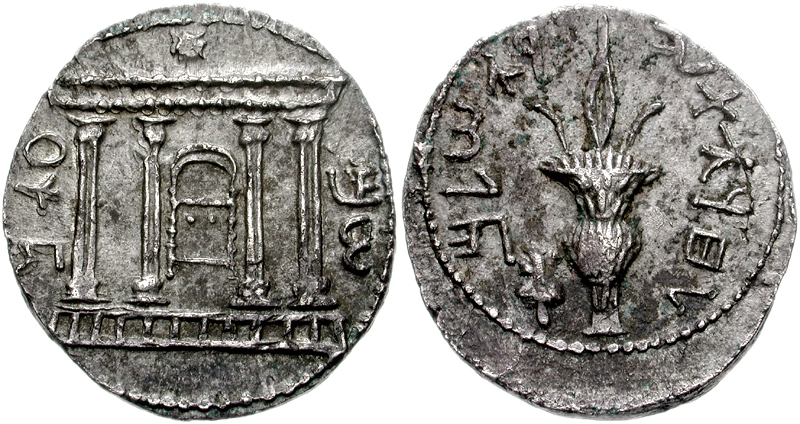
Tetradracma de Barcoquebas, de 134 ou 135 CE (anverso: O Templo em Jerusalém; reverso: lulav e etrog)

## Biografia

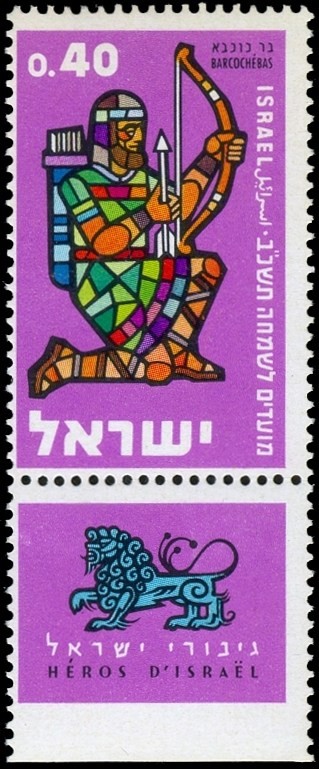
Simão Barcoquebas num selo israelense de 1961 da série "heróis de Israel"

Segundo o historiador israelense, Eli Birnbaum, poucas personalidades da história judaica foram tão enigmáticas e controvertidas quanto Simão bar Kokhba, cujo nome de nascença era Simão bar Koziva (em grego, Chösiba). Para alguns, ele foi um herói que tentou unir o povo judeu e livrá-lo do domínio de Roma. Para outros, foi um indivíduo egocêntrico com ilusões messiânicas de grandeza.
Há poucas informações escritas sobre bar Kokhba, parte delas oriundas de documentos encontrados no Deserto da Judeia, pelo arqueólogo, militar e político israelense Yigal Yadin. Há também algumas poucas referências nas obras de Dion Cássio e de Eusébio.
Mas ainda que as fontes sejam exíguas, é possível afirmar que a saga desse guerreiro está intrinsecamente ligada a Aquiba, líder do Sinédrio (Sanhedrin), estabelecido na cidade de Usha. Foi o apoio que ele recebeu do rabi que lhe deu o poder e a força para liderar a revolta contra o Império Romano. Aliás, foi Aquiba quem lhe mudou o nome para Barcoquebas, que significa "filho de uma estrela", acreditando que ele poderia se tornar o "mashiach" (Messias) do povo judeu, como se lê no Talmude:
- Quando Aquiba o viu, declarou: "Uma estrela surgiu de Yaacov (Bamidbar 24:17); Bar Koziva descende de Yaacov, ele é o Mashiach"

Por outro lado, a facção judaica que era contrária ao confronto com os romanos, criticava a atitude do rabino:
- Rabi Yochanan ben Tursa disse-lhe: "Aquiba! A grama crescerá em suas faces e o filho de David ainda não terá chegado. Bar Koziva não é o Mashiach!" (Talmud)

E chamavam Bar Koziva de "bar Koziba" (filho da mentira):
Foi a partir da segunda fase da revolta de 132 a 135 (Terceira Revolta Judaica) que Simão assumiu um papel preponderante na luta, passando à ofensiva e, gradualmente, expulsando as tropas romanas de suas posições, até tomar Jerusalém, onde ele proclamou o restabelecimento da independência da Judeia.
Mas os romanos contra-atacaram, reconquistando suas posições perdidas. Obrigado a abandonar Jerusalém, Barcoquebas retirou-se para a cidade-fortaleza de Betar, onde resistiu até meados de 135, quando a fortaleza foi tomada.
- "Oitenta mil romanos invadiram Betar, e assassinaram os homens, mulheres e crianças, até correr sangue das soleiras e valetas." (Talmud);

Simão foi morto e, segundo o Talmud, teve sua cabeça cortada pelos romanos.
Os judeus responsabilizaram Simão pela derrota, alegando que ele teria se mostrado pouco humilde e se afastado das leis da Torá. Segundo se lê no Talmud, Barcoquebas atraiu a vingança de Javé (YHWH) por ter acusado seu tio, o rabi Elazar Ha-Modaí, de traição, matando-o em um acesso de raiva.
- Bar Koziva ficou furioso e chutou-o, causando-lhe a morte. Ouviu-se então uma voz vinda do Céu, dizendo: "Infortúnio para o pastor do ídolo, que abandonou o rebanho, uma espada em seu antebraço e em seu olho direito (Zacarias 11:17). Você quebrou o antebraço de Israel e cegou seu olho direito. Portanto, o antebraço daquele homem [Bar Koziva], definhará e seu olho direito será golpeado." Assim, os próprios pecados dos judeus fizeram que Betar fosse capturada.[6]